# Menzel Fersi
Menzel Fersi (arabe : منزل فارسي) anciennement appelée Sidi Naïja (سيدي نعيجة), est une ville du Sahel tunisien située à proximité de Moknine, à une trentaine de kilomètres au sud de Monastir.
Rattachée au gouvernorat de Monastir, elle constitue une municipalité comptant 3 603 habitants en 2014.